# Stanley Clarke

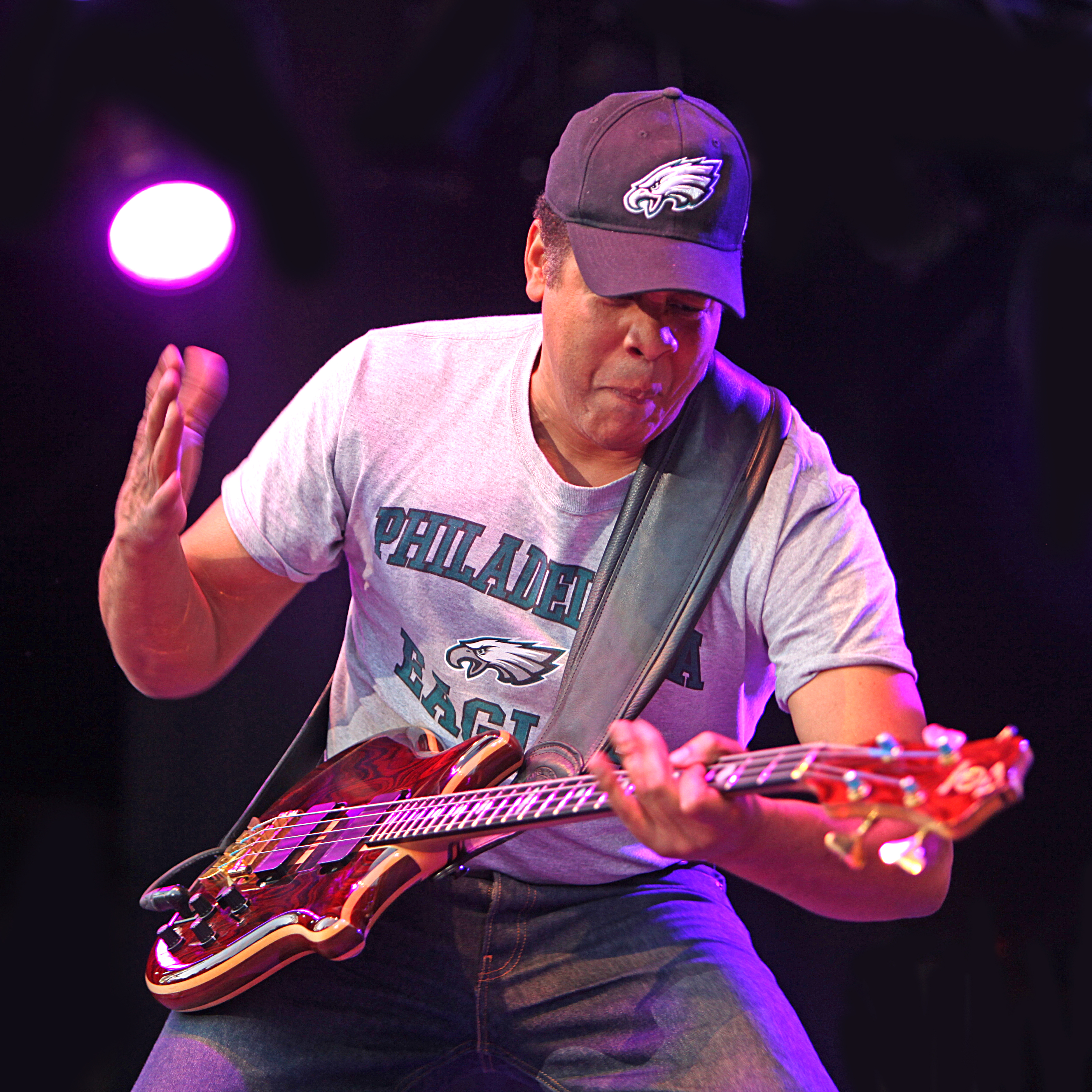
Stanley Clarke at Stockholm Jazz Festival 2009

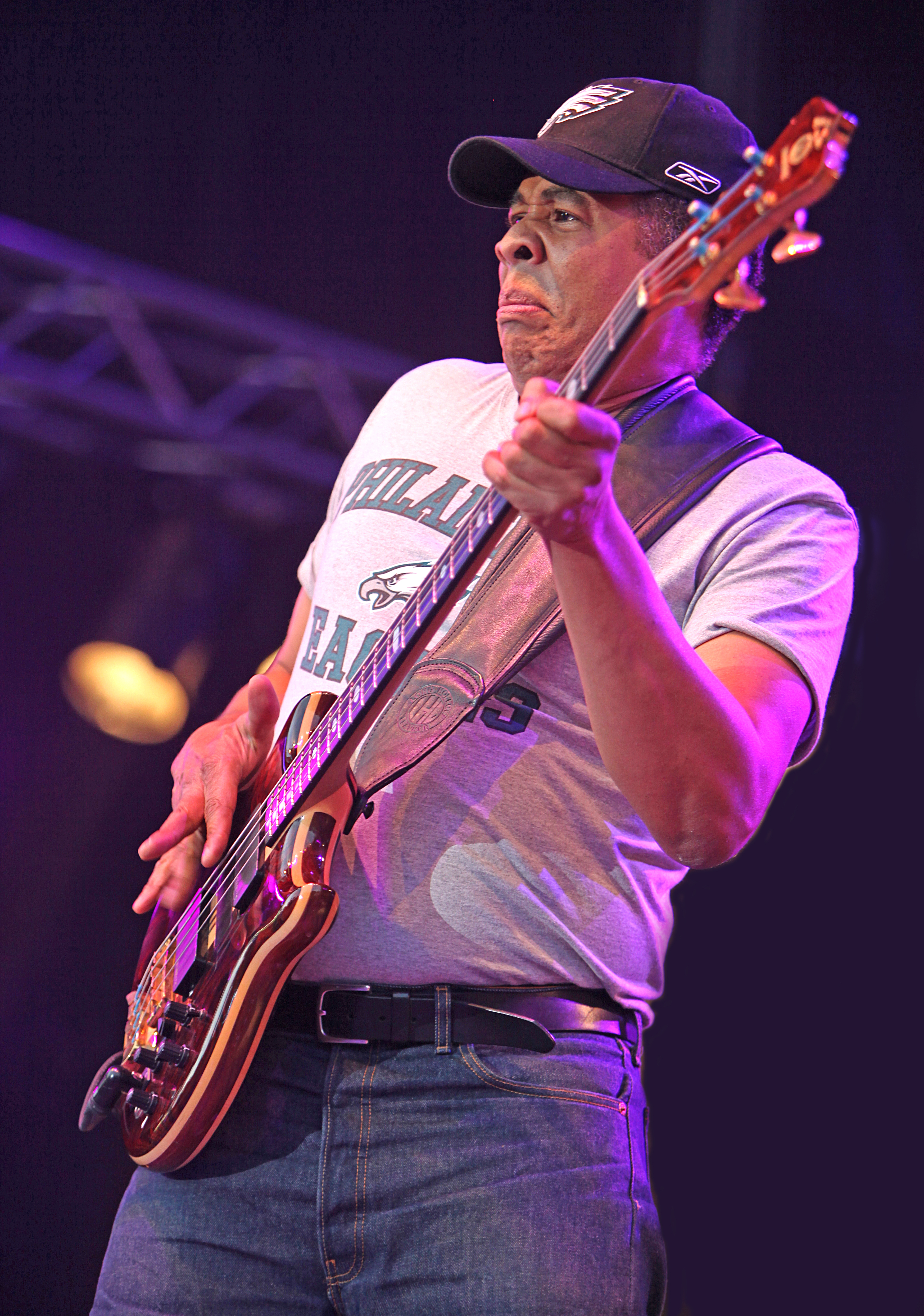
Stanley Clarke at Stockholm Jazz Festival 2009

Stanley Clarke, född 30 juni 1951 i Philadelphia, Pennsylvania, är en amerikansk basist, främst aktiv inom jazz fusion. Han använder sig ofta av Larry Grahams "slap and pop"-metod, vilken innebär att man slår på strängarna med tummen för att få ljud.
Clarke har bland annat spelat med artister som George Duke, Horace Silver, Art Blakey, Dexter Gordon, Gato Barbieri, Joe Henderson, Chick Corea, Pharoah Sanders, Gil Evans och Stan Getz. Han började 1972 spela med Return to Forever, en jazz fusion-grupp som leddes av jazzpianisten Chick Corea. Bandet upplöstes 1977.
Han har även skrivit musiken till filmen Boyz N The Hood. 
Stanley Clarke är rankad number 9 på Rolling Stone’s list of the 50 Greatest Bassists of All Time.

## Diskografi

### Solo
- Children of Forever (Polydor) (1973)
- Stanley Clarke (Epic) (1974)
- Journey to Love (Epic) (1975)
- School Days (Epic) (1976)
- I Wanna Play for You (Epic) (1977)
- Live 1976-1977 (Epic) (1977)
- Modern Man (Nemperor) (1978)
- Fuse One (IMS) (1980)
- Rocks, Pebbles and Sand (Epic) (1980)
- The Clarke/Duke Project, Vol. 1 (Epic) (1981)
- Let Me Know You (Columbia) (1982)
- The Clarke/Duke Project, Vol. 2 (Columbia) (1983)
- Time Exposure (Epic) (1984)
- Find Out! (Epic) (1985)
- Hideaway (Epic) (1986)
- Project (CBS) (1988)
- If This Bass Could Only Talk (Portrait) (1988)
- 3 (Epic) (1989)
- Passenger 57 (Epic) (1992)
- East River Drive (Epic) (1993)
- Live at the Greek (Epic) (1993)
- Live at Montreux (Jazz Door) (1994)
- The Rite of Strings (Gai Saber) (1995)
- At the Movies (Epic Soundtrax) (1995)
- The Bass-ic Collection (1997)
- 1,2,To The Bass (2003)
- The Toys of Men (2007)

### Return to Forever
- Return to Forever (1972, ECM)
- Light as a Feather (1972, Polydor)
- Hymn of the Seventh Galaxy (1973, Polydor)
- Where Have I Known You Before (1974, Polydor)
- No Mystery (1975, Polydor)
- Romantic Warrior (1976, Columbia)
- Musicmagic (1977, Columbia)
- Return to Forever Live (1979)
- The Best of Return to Forever (1980)